# Cactus fritos

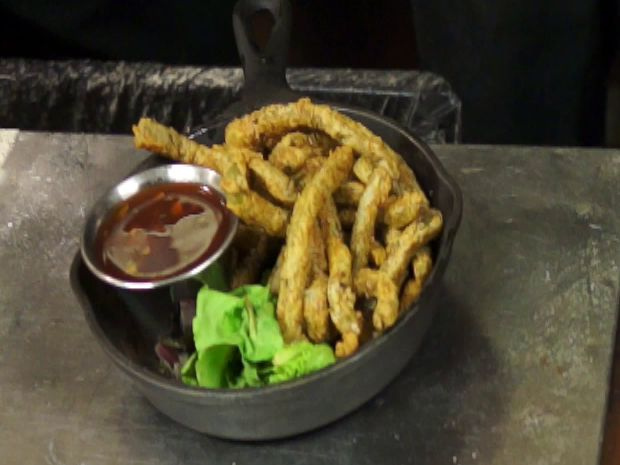
Papas fritas de nopal con una guarnición de salsa de higo chumbo.

Los cactus fritos o nopalitos fritos son una guarnición originaria del suroeste de Estados Unidos, hecha de paletas de tuna o nopales rebozados y fritos.

## Historia
Los cactus fritos son un plato americanizado que utiliza ingredientes mexicanos tradicionales. El plato está fuertemente asociado con la cocina del suroeste de Estados Unidos, donde se come comúnmente la tuna, y particularmente en Texas y Nuevo México, donde se ha desarrollado la cocina Tex-Mex y Nuevo México.

## Preparación
Los cactus fritos se preparan con nopales, los segmentos jóvenes o «paletas» de la tuna. Antes del consumo, las agujas y los «ojos» se quitan de los nopales, generalmente restregándolos y enjuagándolos, cortándolos o quemándolos. A los nopales comprados en tiendas generalmente se les quitan la mayoría de las espinas antes de la venta. Luego, los segmentos se rebanan y se rebozan en una masa de harina de maíz y clara de huevo que se ha sazonado con pasta de achiote antes de freírlos. Otras variaciones usan cactus que ha sido cubierto con pan rallado sazonado o migas de galleta.
El cactus está recubierto de mucílago, que le da una textura viscosa cuando se cocina. Esto hace que sea más fácil que la masa se adhiera al cactus, aunque algunos consideran que la textura es desagradable. Algunas recetas requieren marinar o hervir los gajos de tuna antes de rebozarlos.
Las papas fritas con cactus tienen un exterior crujiente y un interior sedoso, que se ha comparado con la okra frita y los aros de cebolla. El sabor del propio cactus se ha comparado con el de los espárragos o los pimientos morrones. Con frecuencia se sirven con una salsa para mojar, com una salsa mexicana, aderezo ranchero o kétchup picante.